# Тогуз-Булак (Тонский район)
Тогуз-Булак (кирг. Тогуз-Булак) — село в Тонском районе Иссык-Кульской области Кыргызстана. Административный центр Кель-Терского аильного округа. Код СОАТЕ — 41702 220 806 01 0.

## Население
По данным переписи 2009 года, в селе проживало 1847 человек.